# 擊劍大師
《擊劍大師》是西班牙作家阿圖洛·貝雷茲-雷維特於1988年出版的小說，曾於1992年由貝德羅·歐雷阿(Pedro Olea)執導成同名改編電影，並獲得當年的西班牙雅哥獎。

## 故事簡介
已踏入中年的擊劍大師海門突然被一位奧特蘿女士要求指導劍術，原本海門並不願意，不過被奧特蘿的劍術造詣及美色所吸引，最終收了奧特蘿為徒。奧特蘿學習了約一個月的劍術，藉機請海門介紹另一位門生阿倫希雷侯爵認識，兩人相識後奧特蘿更退出不再學擊劍，海門認為自己是被人利用。過了一段時間，侯爵請海門保管一封秘密信件，不過無道出當原由。不過侯爵後來死於非命，海門解開了信件，發現是一堆與政治有關的信件。但海門本人基本上與世隔絕，根本不了解政治的情況，只好委託一位朋友解說，怎料到這位朋友亦死於酷刑。奧特蘿最終突然出現，指這些信件與一位達官貴人有關，要討回這些信件，結果卻被海門一劍刺死，替朋友報仇。